# Kikka (Estonie)
Kikka est un village de la commune de Räpina, situé dans le comté de Põlva en Estonie. Avant octobre 2017, il faisait partie de la commune de Veriora. En 2020, la population s'élevait à 20 habitants.
Il est desservi par la gare ferroviaire d'Ilumetsa, construite en 1856, située sur la ligne entre Tartu et Koidula.